# Museo de Tecnología de São Paulo

El Museo de Tecnología de São Paulo (en portugués Museu da Tecnologia de São Paulo) es una institución cultural localizada en la ciudad brasileña de São Paulo, capital del estado homónimo. Es mantenida por una fundación privada sin fines de lucro y se encuentra en el distrito de Jaguaré, cerca de la Ciudad Universitaria. La Fundación Museo de Tecnología de São Paulo fue instituida por ley municipal en 1970, teniendo como miembros fundadores a industriales, políticos y militares. Su sede fue inaugurada en 1987. Además del museo, mantiene el Centro Contemporáneo de Tecnología, que funciona como sede de muestras y eventos ligados al tema.
El acervo está compuesto por piezas adquiridas y donadas desde 1972. Se destacan el avión Douglas DC-3, donado por el Proyecto Rondon, y la colección de piezas históricas del servicio de limpieza pública, donada por el gobierno municipal de São Paulo, además de locomotoras del siglo XIX, máquinas a vapor, artillería de guerra y máquinas de uso cotidiano. En la década de 1970 el museo adquirió el submarino Bahia. Sin embargo, el proyecto de utilizar el submarino como espacio museológico en Guarujá no tuvo éxito debido a la falta de recursos, y la embarcación terminó siendo vendida como chatarra. Realiza exposiciones temporales y cuenta con un proyecto museológico desde 1998. Mantiene un programa educativo y oficinas tecnológicas.

## Historia

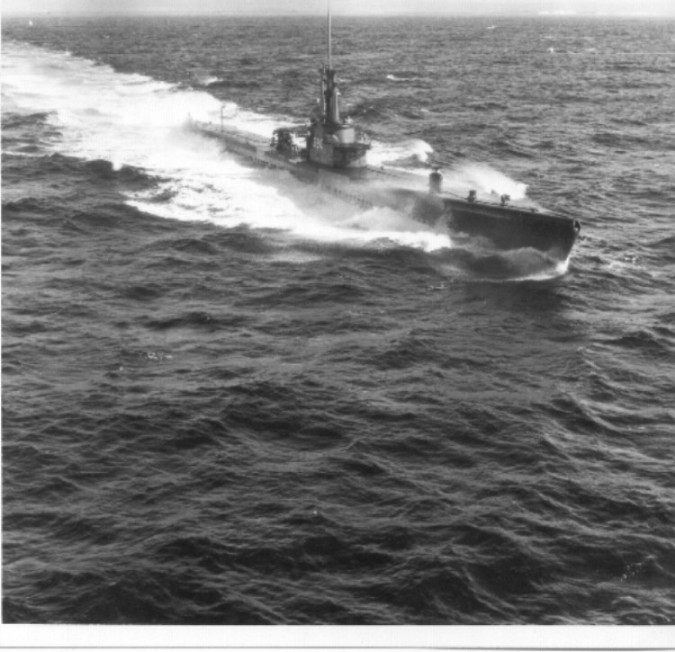
Submarino Bahia, adquirido por el museo en 1973.

La idea de crear un museo dedicado a la preservación de la historia de la tecnología en la ciudad de São Paulo se remonta al año 1967, cuando por iniciativa del ingeniero Francisco de Paula Machado de Campos, un grupo de industriales, políticos y miembros de la sociedad civil se organizó con el objetivo de establecer un espacio en el que la juventud pudiera “informarse sobre las más recientes conquistas tecnológicas de nuestra época”. Además de Machado de Campos, integraban dicho grupo el entonces gobernador del estado, Lucas Nogueira Garcez, el empresario y senador José Ermírio de Morais, el naturalista Paulo Nogueira Neto, el médico Ubirajara Martins, entre otros.
El 20 de abril de 1970, bajo la administración de Paulo Maluf, fue instituida por ley municipal la Fundação Museu da Tecnologia de São Paulo, oficializando de esta manera a la mencionada organización. Machado de Campos due nombrado presidente de la misma. Inicialmente instalada en una sala de la empresa Caiuá Serviços de Eletricidade S.A., propiedad de Machado de Campos, la fundación buscó apoyo para obtener un terreno donde construir su sede, al mismo tiempo en que inició la formación del acervo. En 1972, fueron adquiridas las primeras piezas, junto a una antigua herrería.

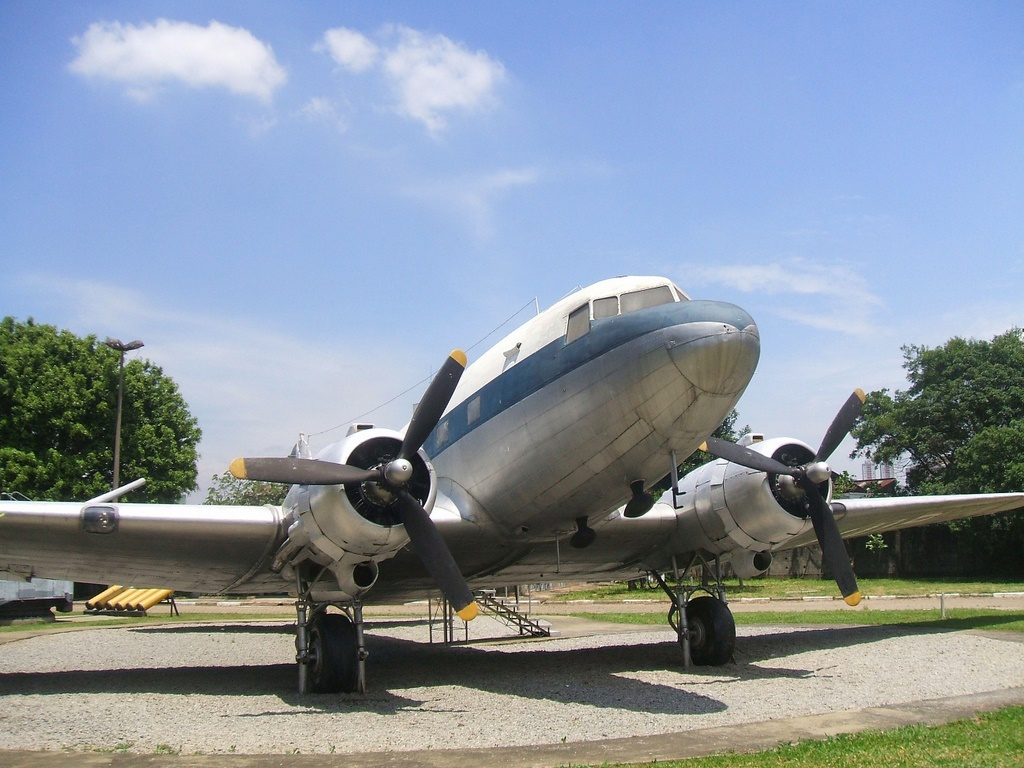
Avión Douglas DC-3, en el área externa del museo.

En 1973, la fundación ganó espacio en la prensa brasileña y en los círculos militares al comprarle al gobierno estadounidense el submarino Bahia, tras una larga serie de negociaciones. El submarino fue remolcado hasta Santos y fue luego trasladado a un área ideal para su instalación, en el municipio de Guarujá, espacio cedido a la fundación por el gobierno municipal de dicha localidad por un plazo de cincuenta años. La fundación elaboró entonces el proyecto Parque Naval do Guarujá, previendo el uso del submarino como espacio museológico y laboratorio práctico de tecnología. Al no poder obtener los recursos necesarios, el proyecto fue abandonado y el submarino se mantuvo desocupado en los años subsiguientes, siendo objeto de vandalismo y robos reiterados. Finalmente, fue vendido como chatarra en marzo de 1978.
En 1974, el entonces gobernador Laudo Natel concedió un terreno estatal para uso de la fundación, para la construcción de la sede del museo. El área - un gran cráter en la prolongación de la pista olímpica de la Universidad de São Paulo, en la confluencia del arroyo Jaguaré – se había originado a partir de las obras de rectificación del río Pinheiros. El cráter fue totalmente rellenado con tierra y en 1975 se iniciaron las obras de construcción del edificio, que por falta de recursos, fueron posteriormente interrumpidas. En 1978, acciones de la compañía São Paulo Tramway, Light and Power Company donadas por el entonces prefecto Olavo Setúbal permitieron la continudad de las obras, que seguirían por nueve años más. En 1980, se trasladó de Río de Janeiro a São Paulo el avión Douglas DC-3, donado por el Proyecto Rondon y restaurado por el Museo Aeroespacial, en Campo dos Afonsos.

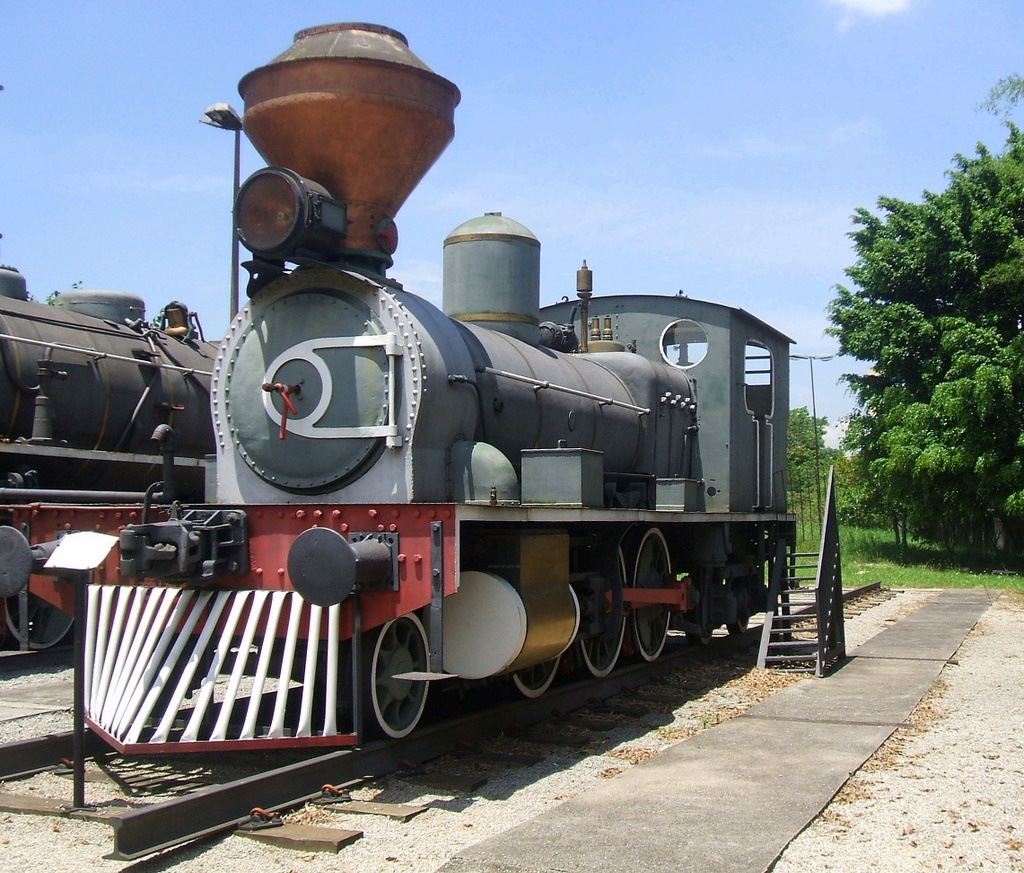
Locomotora a vapor "Dübs", de 1888.

En 1987, el edificio, entonces denominado Pioneiro, es finalmente inaugurado, con la presencia del gobernador Franco Montoro y la exposición Energia, organizada por la Companhia Energética de São Paulo. El edificio, sin embargo, continuaría pasando por obras complementarias hasta 1996. En 1990, fue creado el Centro Contemporâneo de Tecnologia (CCT), donde se encuentra la sede de la fundación. En 1993, el edificio Pioneiro se pasó a llamar Centro Contemporâneo de Tecnologia Francisco de Paula Machado de Campos.
En 1997, luego de la obtención de recursos, la fundación inició el programa de restauración de su acervo, iniciando el programa museológico y el proyecto Museo Virtual. En 1998, tuvo inicio el programa educativo y las oficinas tecnológicas de óptica y acústica para alumnos de la red pública de enseñanza. En 2004 el museo fue cerrado al público debido a obras de adecuación de las instalaciones de la fundación, realizadas para que el edificio funcionara como sede de la Secretaría de Ciencia, Tecnología, Desarrollo Económico y Turismo del estado. El museo reabrió sus puertas en octubre de 2006.